# 赫尔曼·格罗曼
赫尔曼·格罗曼（英語：Herman Groman，1882年8月18日—1954年7月23日），美国男子田径运动员，主攻短跑，毕业于耶鲁大学。他曾代表美国参加1904年夏季奥林匹克运动会田径比赛，获得男子400米铜牌。